# Sonny Vice
Sonny Vice (* 25. Februar 1988 in Winterthur; bürgerlich Erhan Jules Yücesan) ist ein Schweizer Techno-DJ und -Produzent.

## Leben und Karriere
Die musikalische Karriere von Sonny Vice hat 2003 im Alter von 15 Jahren als MC und DJ im Hip-Hop Open Format begonnen. Dabei war er als MC von DJ O-Dee in der Clubszene unterwegs und stand mit grossen Namen wie DJ Abdel, Cut Killer, Daddy K, Sido, Azad und vielen mehr auf den Bühnen der grössten Schweizer Festivals und Grossveranstaltungen.
Im Jahr 2003 begann Erhan Yücesan auch mit dem Produzieren von Musik. Im Jahr 2016 gründet er sein eigenes Musikstudio „Solution of Sounds GmbH“ und produziert berühmte Künstler wie Lilly Palmer, Freya, Eric St. Michaels, DJ Tatana und viele mehr. Dabei ist er für diverse Künstler als Manager tätig.
Seit 2013 ist Future Soundz sein Mutterlabel, auf dem u. a. Liquid Soul oder auch DJ Snowman die Street-Parade-Compilation produziert haben. Seither wirkt er auch jährlich an den CD-Produktionen für die Street Parade mit und mixte 2019 zusammen mit Freya die offizielle Warm Up-Compilation, die direkt nach der Veröffentlichung auf Platz 8 der Schweizer Hitparade gesprungen ist.
Erhan erhält renommierte Anfragen, um als Sonny Vice Remixe für Künstler aus diversen Musikrichtungen zu produzieren. So fabrizierte er zusammen mit Mark David den offiziellen Remix von Rykkas The Last Of Our Kind, ein Song aus dem Eurovision Song Contest 2016. Im Jahr 2017 veröffentlichte er mit How Will I Know einen Remix auf Armin van Buurens Armada Music und im gleichen Jahr auch mit Don’t Talk einen Remix für Klaas Gerling. 2018 erfolgte mit Rainy Day ein Remix für Sean Paul sowie mit Bora Bora 2.0 ein Remix für Da Hool auf dem Plattenlabel Tiger Records, das von Kontor Records vertrieben wird.
Im Rahmen eines Fernsehinterviews bei der Street Parade 2018 erklärte er, dass er mit dem als DJ erst angefangen habe, als seine Freunde ihn aufgrund seiner Begeisterung dazu drängten. Mittlerweile spielt er auf Festivals wie der Street Parade, Amsterdam Dance Event, Openair Frauenfeld, Heitere Open Air, Sunburn Festival oder teCHAMsee in Zug. Bei Berlin – Tag & Nacht wurde sein Track You’re Not Alone in den Episoden 1909 und 1920 gespielt.
2018 gewinnt Erhan Yücesan als Sound Engineer für die Krüger Brothers 2019 den Prix Walo. Seit 2022 ist er selber als Jurymitglied beim Kleinen Prix Walo mit dabei und unterstützt damit die Förderung junger Musiktalente. Seine ausserordentlichen Fähigkeiten als Sound Engineer stellte er auch bei Jeff Turner als Livemischer auf analogen Geräten unter Beweis.
An der Street Parade 2019 und 2023 spielt er gemeinsam mit Ron Levis als DJ-Duo Forgotten Notes in der Wasserkirche in Zürich.

## Diskografie

### Sonny Vice
Produktionen von Erhan Yücesan als Sonny Vice:
Singles (Auswahl)
- 2015: Sonny Vice feat. Jolynne – You’re Not Alone
- 2017: Sonny Vice – Monday
- 2020: Tim Fabrice & Sonny Vice – Kinder der Zeit
- 2021: Sonny Vice & Joe Crazy – Over You

Remix (Auswahl)
- 2015: Jay Style – Confused Jaybee (Sonny Vice Remix)
- 2015: Lelah – Die Sonne (Sonny Vice & Dimiq Remix)
- 2016: Rykka – The Last Of Our Kind (Sonny Vice & Mark David Remode)
- 2016: Christopher S – Bounce To The S (Sonny Vice feat. Big Daddi feat)
- 2017: Klaas – Don’t Talk (Sonny Vice & Danny Carlson Remix)
- 2017: Nicola Fasano & Miami Rockets feat. Anni – How Will I Know (Sonny Vice Remix)
- 2017: Stacey King feat. Deba Montana – Sing A Song (Sonny Vice & Mark David ElectroSwing Remix)
- 2018: Da Hool – Bora Bora 2.0 (Valiant Kings & Sonny Vice Remix)
- 2018: Stephen Oaks & CRZY feat. Sean Paul – Rainy Day (Sonny Vice Remix)
- 2018: Dzasko feat. Nicole Starr – Be Someone (Valiant Kings & Sonny Vice Remix)
- 2018: Audax feat. Shawnee Taylor – Hey You (Valiant Kings & Sonny Vice Remix)
- 2018: Joseph Armani & Baxter – Candy (Valiant Kings & Sonny Vice Remix)
- 2019: eSQUIRE & Kat Deal Individuals (Valiant Kings & Sonny Vice Remix)
- 2021: DJ Serg, Simon Blaze, Rashon J – Miss California (BANITO & Sonny Vice Edit)

### Guru Project
Produktionen von Erhan Yücesan als Teil des Musikprojektes Guru Project:
Singles (Auswahl)
- 2013: Guru Project & Coco Star with Rene Rodrigezz – I Need A Miracle
- 2014: Guru Project feat. Eric St. Michaels – Jingle Bells
- 2016: Guru Project feat. Mad Mick & Steve Noble – Lady 2k16

Remixe (Auswahl)
- 2014: Jdakk & French – Just a Feeling (feat. Hayley Ryal)
- 2015: DDei&Estate – Back in USA (vs. JDakk & French)
- 2016: Jdakk & French – Infinity [disco:wax][14]

### Forgotten Notes
Produktionen von Erhan Yücesan und Ron Levis Bösch als Forgotten Notes:
EPs
- 2020: Moalé / Hanala EP (Renaissance Records)
- 2021: Resurrect EP (Renaissance Records)

### Weitere Aliasse
Auswahl der Veröffentlichungen von Erhan Yücesan als Teil des Musikprojektes Slow Jams:
- 2015: Over The Night (I’m Falling)
- 2016: Late Night Seduction

Weitere Single von Erhan als Teil des Musikprojektes Milayah:
- 2016: Feel The Fire

Und eine weitere Single als Teil des Musikprojektes Demode:
- 2015: Over The Night (I’m Falling)
- 2017: Demode – Catwalk (with Nicola Fasano)